# قلعة جسر المقطع
 حصن جسر المقطع  في إمارة أبوظبي في دولة الإمارات العربية المتحدة، من الآثار التاريخية في مدينة أبو ظبي  حصن جسر المقطع الرابض ومنذ أكثر من مائتي عام وسط الماء ، وتشير الوثائق التاريخية إلى أن عمليات تشييد برج المقطع كانت في أواخر القرن الثامن عشر وقد تزامنت مع بناء  قصر الحصن حيث أن طريقة بنائه تتشابه كلياً مع طريقة بناء قصر الحصن وذلك من حيث نوع الحجارة المستخدمة ومصدرها وطريقة ربط هذه الحجارة بمادة الجص كما أن شكل البرج يتشابه مع شكل البرج الأمامي لحصن أبو ظبي. وقد بنى الحصن في تلك المنطقة لاستخدامه كجهاز للمراقبة لرصد أي تحركات معادية ضد السكان في ذلك الوقت وإبلاغهم بالاستعداد لمواجهة أي أخطار تهددهم ، وذلك لأنه من المعروف أن عمليات المد والجزر لعبت دوراً كبيراً في فصل جزيرة أبو ظبي عن البر الرئيسي للإمارة مما كان يؤدي إلى وجود مسافة كبيرة بين الماء واليابسة،حيث كانت القوافل تصطف أمامه انتظاراً للجزر وانحسار الماء حتى تستطيع العبور إلى الجزيرة، وكان لا بد من وجود نقطة إنذار أو مراقبة تنبه السكان إلى وجود خطر يتربص بهم من ناحية البر ومن أجل ذلك تم إنشاء هذا البرج ليؤدي هذه المهمة ، وكانت توجد بجواره قلعة صغيرة لحمايته ولكنها تهدمت. 
برج المقطع شاهد على محبة إنسان الإمارات للأمان، حيث بني هذا البرج على مدخل  جزيرة أبوظبي  وتم انشاؤه عند نقطة العبور الضحلة المؤدية إلى جزيرة أبو ظبي عبر الممر المائي من البر الرئيسي وقد بني على قاعدة له تم إنشاؤها من الصخور والرمال المضغوطة في العام 1793 للميلاد. ويقال أنه كان يقيم في البرج  3 أشخاص ينزل أحدهم ليرشد القافلة إلى المناطق الجافة بعيداً عن المياه والوحل.